# Laura Mambelli
Laura Mambelli (Roma, 22 gennaio 1961 – Roma, 22 gennaio 2011) è stata una giornalista italiana.

## Biografia
All'inizio della sua carriera lavorò con diversi quotidiani, tra cui Paese Sera e Corriere della Sera.
Nei primi anni novanta approdò alla Rai, venendo assegnata al TG1. Dopo aver collaborato ad alcuni speciali, passò alla conduzione dei telegiornali.
Si occupò come inviata della vicenda di Giuliana Sgrena, del terremoto del Molise del 2002 e dell'alluvione di Messina del 2009. Collaborò anche con AnnoZero di Michele Santoro.
Dal 2007 al 2010 fu conduttrice dell'edizione della notte (e saltuariamente, nel 2010, di quella pomeridiana) del TG1.
Il 16 gennaio 2011, mentre conduceva il TG1, fu colta da un malore e costretta ad interrompere le riprese. Ricoverata in ospedale, morì dopo una settimana nel giorno del suo 50º compleanno, il 22 gennaio 2011, a seguito di una breve malattia. I funerali si svolsero il 25 gennaio successivo.
Era la moglie del giornalista Pino Rinaldi, inviato della trasmissione Chi l'ha visto?.